# 대도호부

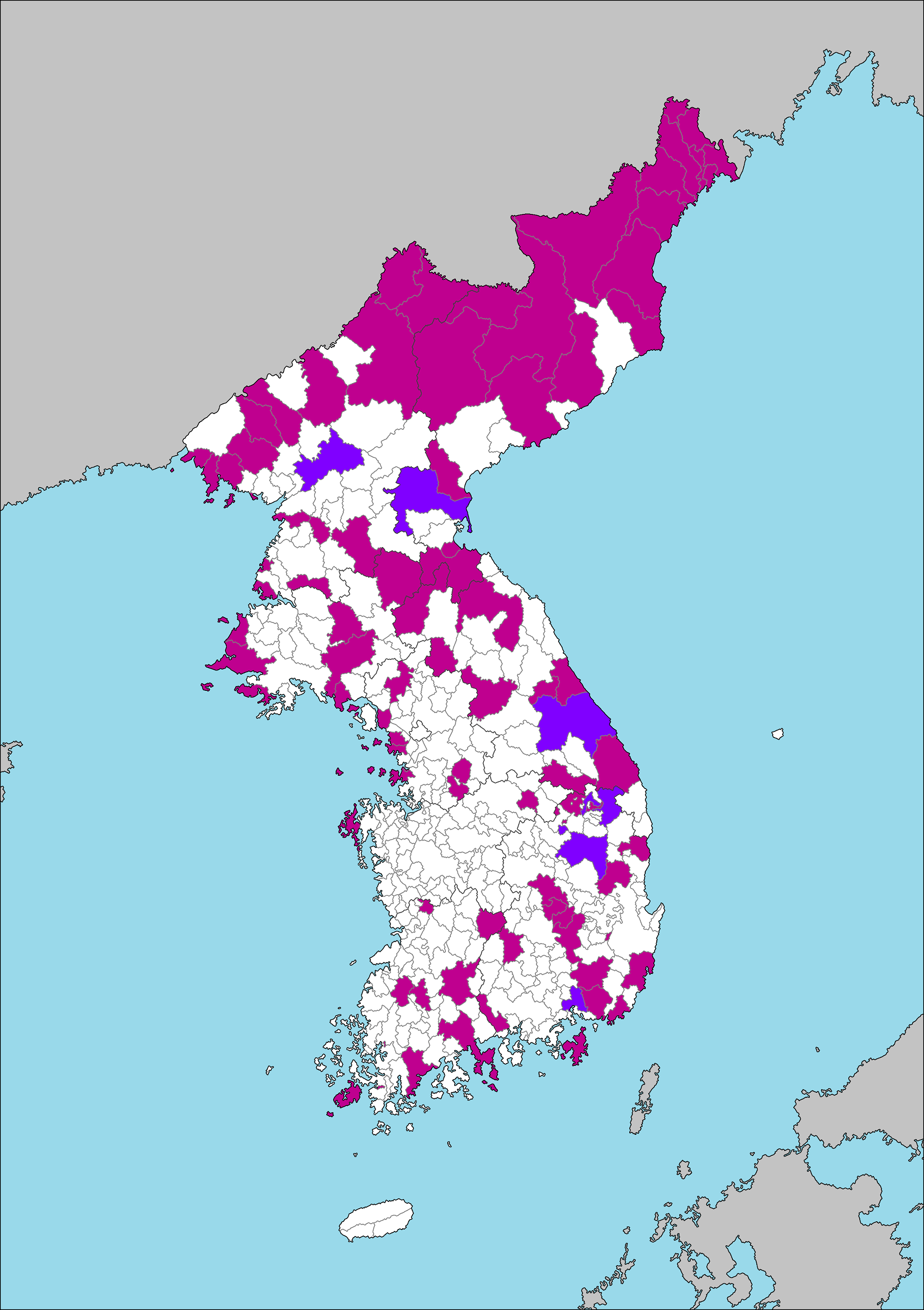

대도호부(大都護府)란 고려, 조선 시대 주요 고을에 두었던 지방행정기관을 지칭하는 말이다.
대도호부라는 이름은 고려 초기부터 존재했으며, 고려 문종(文宗) 때에 법제화되었다. 조선 시대에는 처음에 경상도 안동, 강원도 강릉, 평안도 영변에 설치하였으며 후에 함경도 영흥, 경상도 창원을 추가하여 5개 지역에 두었는데 그 수령인 대도호부사의 관품은 정3품이었다. 1894년 갑오개혁 때 행정구역을 전면 개편하면서 모두 군(郡)으로 개칭되었다.

## 직제
고려 문종 때에 정해진 제도에서는 대도호부의 사(使, 부사), 부사(副使), 판관(判官), 사록(司錄) 겸 장서기(掌書記), 법조(法曹), 의사(醫師), 문사(文師) 등의 관직이 각 한 명씩 임명되었는데, 이후에는 사·판관·사록만 임명되게 되었다.
- (대도호부)사 : 3품 이상
- (대도호부)부사 : 4품 이상
- (대도호부)판관 : 6품 이상, 예종(睿宗) 11년(1116년)에 대도호와 목(牧)의 판관을 통판(通判)으로 고쳤다.
- (대도호부)사록 겸 장서기 : 7품 이상
- (대도호부)법조 : 8품 이상
- (대도호부)의사, 문사 : 9품

고려의 도호부사와 도호부부사는 각기 3품과 4품 이상의 품계를 가진 자로 임명되었는데, 경관(京官)을 가진 관리가 도호부나 목 등지로 부임하는 경우 경관 관직과 품질이 서로 차이가 발생할 경우 본래 보유하고 있던 경관직명 앞에 '전(前)' 자를 붙이고 부임하였다. 공민왕(恭愍王) 5년(1356년)에 목과 도호부의 사와 부사로 부임하는 자는 경관직에서 해관된 뒤에 가도록 하였으며, 우왕(禑王) 원년(1375)에 목과 도호부의 수장들은 모두 병마사 관직을 띠도록 하였다.
또한 현종(顯宗) 9년(1018년) 정월 대소의 각 관아 수령의 아종(衙從)을 정하였다. 이때 대도호부와 목의 관원인 사는 6명, 부사는 5명, 판관은 4명, 사록과 법조는 각각 3명, 의사와 문사는 각 2명을 지급하였다.
조선에서는 대도호부사의 관품(官品)이 정3품으로 되어 있으며, 해당 도(道)의 병마첨절제사를 겸임하였다. 또 부사 아래 판관(判官)ㆍ교수(敎授) 등의 관직이 있었다.

## 고려
북계
- 평양대도호부(平壤大都護府) : 고려 태조 원년(918년)에 태조는 옛 고구려의 수도인 평양이 황폐해져서 번인들이 무시로 드나든다는 이유로 평양 지역을 대도호부로 승격시키고 패서 지역인 염주(鹽州)·배주(白州)·황주(黃州)·해주(海州)·봉주(鳳州)의 백성들을 그곳으로 옮겼으며, 평양대도호부는 얼마 되지 않아 서경(西京)으로 격상되었다.
- 안북대도호부(安北大都護府) : 고려 태조 14년(931년)에 영주(寧州, 지금의 평안북도 안주시)에 안북부(安北府)를 두었고, 성종 2년(983년)에 이어 현종 9년(1018년) 안북대도호부(安北大都護府)로 승격시켰다. 몽골과의 전쟁 중이던 고종 43년(1256년)에 몽골군을 피해 창린도(昌麟島)로 옮기기도 했다. 공민왕 18년(1369)에 안주만호부(安州萬戶府)가 설치되었다.
- 정원대도호부(定遠大都護府) : 고려 초기 강동 6주의 하나였던 구주(龜州, 지금의 평안북도 구성군)에서 고종 18년(1231년) 살리타이가 이끄는 몽골군을 상대로 벌어진 방어전에서 승리한 공로로 구주를 정원대도호부로 격상시켰다. 이후 다시 정주목(定州牧)으로 고쳤다.

동계
- 강릉대도호부(江陵大都護府) : 공양왕 원년(1389년)에 강릉부(江陵府)를 대도호부(大都護府)로 승격시켰다. 고려는 앞서 원종 원년(1260년)에 강릉이 공신 김홍취(金洪就)의 고향이라 하여 경흥도호부(慶興都護府)로 승격시켰었다.

서해도
- 안서대도호부(安西大都護府) : 고려 현종 9년(1018년) 4도호부를 정해 설치하면서 앞서 성종이 해주(海州, 황해도 해주시)에 설치했던 우신책군(右神策軍)을 처음으로 해주안서도호부(海州安西都護府)로 고쳤으며, 예종 17년(1122년)에 (해주)대도호부로 승격시켰다. 고종 34년(1247년)에 해주목(海州牧)이 되었다.

전라도
- 안남대도호부(安南大都護府) : 고려 태조 18년(935년) 후백제를 멸망시킨 뒤 후백제의 수도였던 완산주(지금의 전라북도 전주시)에 안남도호부를 설치하였다가 태조 23년(940년)에 도로 전주가 되었다. 현종 9년(1018년) 앞서 성종(成宗) 14년(995년 전주에 설치된 순의군절도사(順義軍節度使)를 안남대도호부(安南大都護府)로 승격시켰다가 다시 동왕 13년(1022년)에 다시 전주로 명명하였다. 공민왕(恭愍王) 4년(1355년)에 원(元)의 사신 예스부카(埜思不花)를 구금하였다는 이유로 부곡(部曲)으로 강등하였다가, 이듬해에 다시 완산부(完山府)가 되었다.

경상도(慶尙道)
- 안동대도호부(安東大都護府) : 한국사에서 '지명'으로써의 안동은 이미 태조 13년(930년) 고창 전투의 현장이었던 고창군을 안동부(安東府)라고 개칭한 것에서 등장하는데, '안동대도호부'라는 행정구역은 고려 초기에는 옛 신라의 수도로써 동경(東京)이라 불리며 유수(留守)가 설치되기도 했던 경주 지역에 설치되었다. 고려 현종 3년(1012년) 앞서 성종 14년(995년) 설치되었던 귀덕군절도사(歸德軍節度使)를 폐지하고 안동대도호부로 삼았는데, 이때 안동대도호부는 상주목(尙州牧, 경상북도 상주시)에 설치되었다. 현종 5년(1014년)에 경주방어사(慶州防禦使)를 안동대도호부로 삼으면서 안동대도호부는 상주에서 경주로 옮겨가게 되었고, 상주는 상주안무사(尙州安撫使)가 되었다. 동왕 21년(1030년)에 경주의 안동대도호부는 다시 동경유수로 바뀌었다. 이후 명종(明宗) 27년(1197)에 김사미·효심의 난을 진압하는데 공을 세운 안동부를 (안동)도호부로 삼았다가 신종(神宗) 7년(1204)에 동경 별초(東京別抄) 패좌(孛佐)의 난을 다시금 안동부가 그 진압에 공을 세우면서 (안동)도호부에서 (안동)대도호부로 승격하게 되었다. 안동대도호부는 충렬왕(忠烈王) 34년(1308년)에 복주목(福州牧)이 되었는데, 공민왕(恭愍王) 10년(1361년)에 홍건적의 난으로 복주까지 몽진했던 공민왕이 자신을 도운 복주 주민들에 대한 보상으로 복주목을 다시 안동대도호부로 승격시켰고, 이후 현재의 안동시의 지명의 유래가 되었다.

## 조선
경상도
- 안동대도호부 : 고려의 안동대도호부를 그대로 이어받았다. 세조(世祖) 때에는 진(鎭)을 설치하고 일시 안동대도호부사에게 병마절도부사(兵馬節度副使)를 겸임하게 하기도 하였다.
- 창원대도호부(昌原大都護府) : 조선 태종 때에 창원은 도호부가 되었는데, 선조 34년 임진왜란 때에 오랫동안 성을 지키면서 병마사 겸 도호부사 김응서와 그를 따르는 군관민 가운데 일본군에 항복한 자가 한 명도 없었던 점에 대한 치하로써 대도호부(大都護府)로 승격시켰다. 현종 2년에 객사의 전패(殿牌)를 잃었다는 이유로 현으로 강등시켰다가 11년에 다시 대도호부로 승격시켰다.

강원도(江原道)
- 강릉대도호부 : 고려의 강릉대도호부를 그대로 이어받았다.

함경도(咸鏡道)
- 영흥대도호부(永興大都護府) : 영흥은 고려 초기에 화주(和州)로 되었고, 광종 6년에 처음 성보(城堡)를 쌓았으며, 성종 14년에 화주안변도호부(和州安邊都護府)로 고쳤다. 현종 9년에 화주방어사(和州防禦使)로 삼았는데, 고종 때에 조휘(趙暉)ㆍ탁청(卓靑)이 병마사(兵馬使)를 살해하고 원에 붙었으며 원은 이 지역에 쌍성총관부(雙城摠管府)를 설치하였다. 공민왕 5년에 이 일대를 수복하였고 동왕 18년에 화령부(和寧府)로 승격시켜 부윤(府尹)ㆍ소윤(少尹)ㆍ판관(判官)을 두었으며, 이듬해에 토관(土官)을 설치하였다. 조선 태조 2년에 영흥진(永興鎭)이 태조의 외할아버지 최씨(崔氏)의 관향이라 하여 영흥부로 삼았는데, 태종 3년에 조사의의 난을 계기로 잠시 군(郡)으로 강등되기도 하였다. 16년에는 목사(牧使)와 판관을 두고 토관을 혁파하였다. 세종 8년(1426년)에 영흥대도호부로 고쳤고, 세조 때에 진을 설치하였으며, 성종 원년에 함경도관찰사의 본영을 이곳으로 옮기고 부로 승격하였는데, 중종 4년에 다시 관찰사의 본영을 함흥부로 옮기고 대도호부로 하였다.

평안도(平安道)
- 영변대도호부(寧邊大都護府) : 영변대도호부는 고려 초기에는 영주(迎州)와 무주(撫州), 2개의 주로 나뉘어 있었던 것을 세종 11년에 합쳐서 영변대도호부로 삼았다. 영주는 고려 광종 21년에 연주(延州)로 이름을 고쳤고, 성종 14년에 방어사(防禦使)로 삼았으며, 공민왕 15년에 연산부(延山府)로 승격시켰다가 조선 태종 13년에 도호부로 고쳤다. 무주는 성종 14년에 설치된 방어사가 설치되었고, 고종 18년에 몽골군을 피해 바닷섬으로 들어갔다가 원종 2년에 육지로 나와 위주(渭州) 옛 성에 자리잡고 가주(嘉州)에 속하였으며, 공민왕 18년에 태주(泰州)로 이속되었다. 공양왕 3년에는 따로 감무(監務)를 두었고, 조선 태종 13년에 무산현(撫山縣)으로 고쳤다. 영변도호부의 치소는 무산의 약산성(藥山城)에 있었는데, 조선은 이곳을 도절제사(都節制使)의 본영으로 삼고 토관을 두었다. 단종 때부터 평안도병마절도사가 영변대도호부사를 겸임하게 되었다.

## 같이 보기
- 도호부
- 부 (행정 구역)
- 목 (행정 구역)
- 군 (행정 구역)
- 현 (행정 구역)
- 조선의 행정 구역

1. ↑  평안도의 영변대도호부는 평안도병마절도사가 영변대도호부사를 겸직하였다.